# Keller András (biofizikus)
Keller András vagy Andrew Keller (Budapest, 1925. augusztus 22. – Svájc, 1999. február 7.) nagy-britanniai magyar fizikokémikus, biofizikus, a Magyar Tudományos Akadémia külső tagja. Kutatásai a polimerfizika különféle kérdéseire, a makromolekulák kristályszerkezetére és kémiai folyamataira irányultak, a lamellás szerkezetű polimerkristályok és molekulaláncaik kapcsán több felfedezés fűződik a nevéhez. Stein Aurél (1862–1943) orientalista unokaöccse.

## Életútja
Budapesti zsidó család egyetlen gyermeke volt. Felsőfokú tanulmányait 1943-ban kezdte meg a budapesti Pázmány Péter Tudományegyetemen. 1944-ben egy munkaszolgálatos alakulattal Kárpátaljára hurcolták, ahonnan megszökött és helyben bujkálva várta be az előrenyomuló Vörös Hadsereget. A szovjetek azonban elfogták és ezúttal egy besszarábiai táborba került. Innen is megszökött és 1945 februárjában – röviddel a város felszabadítása után – visszatért Budapestre. Folytatta tanulmányait a fővárosi egyetemen, végül kémiai tanári oklevelét 1947-ben szerezte meg. Már doktori védésére is készen állott, amikor a politikai helyzet miatt 1948-ban Magyarország elhagyása mellett döntött.
Nagy-Britanniába távozott, ahol 1948-tól 1955-ig az Imperial Chemical Industries (ICI) manchesteri laboratóriumának munkatársa volt. 1955-ben kutatói ösztöndíjat ajánlottak fel számára a Bristoli Egyetem Frederick Charles Frank vezette fizikai tanszékén, s végül 1958-ban itt került sor doktori védésére is. 1963-tól tanársegédként, 1965-től docensként, 1969-től pedig a polimertudomány egyetemi tanáraként végezte az oktató- és kutatómunkát a tanszéken. 1991-es nyugdíjazása után az egyetem professor emeritusa volt. Svájci siútja során érte végzetes szívroham.

## Munkássága
Pályája kezdeti szakaszában – még Budapesten – Kőrösy Ferenc mellett az ezüst és a réz zsírsavas sóinak előállításával foglalkozott. Emellett magánlaboratóriumában kísérleteket végzett cink-etilénes gyufa előállítására és kereskedelmi célból növényvédő szerként alkalmazható réz-szulfátot is gyártott. A manchesteri kutatólaboratóriumban polimerfizikai vizsgálatokkal bízták meg, feladata a makromolekulák – elsősorban polimerek – makro- és mikroszerkezete és kristályosodási hajlamuk közötti összefüggések tanulmányozása volt. Ez az indulás egy életre meghatározta tudományos érdeklődését.
Polarizációs fénymikroszkópos, infravörös spektroszkópiás és röntgensugár-szóródáson alapuló vizsgálatai során megfigyelte a kristályos polimereket alkotó gömbszerű szferolitokat, és felismerte a polimerkristályokat alkotó mikroméretű lamellákat. 1957-ben – már bristoli kutatóként – publikálta polimerfizikai vizsgálatainak egyik legjelentősebb felfedezését, mely szerint a polimerkristály-lamellák hosszú láncmolekulái a hosszúkás kristályok tengelyére merőlegesen orientálódnak, s ennek következményeként a molekulaláncszakaszok szabályos periódusokban egymásra hajtogatódnak. Kutatásai alapján eljárásokat dolgozott ki a rácshibákat kiküszöbölő, ideális polimeregykristályok előállítására és vizsgálatára. Bristoli munkatársával, Tony O’Connorral vizsgálták a polimerömledékek kristályosodási jellemzőit, de a korábban leírt molekulalánc-képződést bizonyítani nem tudták. További kutatásai során D. C. Bassett-tel a túlhűtésnek a kristály vastagságára gyakorolt hatását tanulmányozták, Ian Warddal pedig salétromsav hatására degradált polietilén-kristályok gélpermeációs kromatográfiás vizsgálata során megállapították, hogy a molekulaláncok a kristályvastagsághoz közelítő hosszúságú szakaszokra töredeznek.
Az 1970-es évektől biofizikai kutatásokkal is foglalkozott, munkatársaival tanulmányozta az inak és az azokban található kollagén mikroszerkezetét. Polarizációs fénymikroszkóppal végzett vizsgálatai során tisztázta a patkány farokinaiban található kollagén szerkezeti és mechanikai jellemzői, valamint a patkány életkora közötti összefüggéseket.
Több száz szaktanulmánya mellett a Journal of Polymer Science – Polymer Physics és a Polymer című szakfolyóiratok szerkesztőbizottsági tagja volt.

### Társasági tagságai és elismerései
Tudományos eredményei elismeréseként 1972-ben a Royal Society rendes, 1998-ban a Magyar Tudományos Akadémia külső tagjává választották.
1964-ben az Amerikai Fizikai Társaság polimerfizikai díját, 1969-ben a brit Anyagtudományi Klub Díját, 1975-ben Swinburne-díjat, 1981-ben a Utahi Egyetem Clyde-érmét, 1983-ban Max Born-díjat és Stephen Fraser-emlékdíjat, 1994-ben pedig Rumford-érmet és a párizsi Collège de France Érmét kapta meg.